# Conceição da Aparecida
Conceição da Aparecida là một đô thị thuộc bang Minas Gerais, Brasil. Đô thị này có diện tích 349,489 km², dân số năm 2007 là 10215 người, mật độ 27,3 người/km².